# سياد كولاشيناتس
سياد كولاسيناك (بالألمانية: Sead Kolašinac) لاعب كرة قدم بوسني يلعب حاليا لصالح نادي مارسيليا في مركز الدفاع .

## روابط خارجية
- سياد كولاشيناتس على موقع الاتحاد الدولي (مؤرشف)  (الإنجليزية)
- سياد كولاشيناتس على موقع الاتحاد الأوربي (الإنجليزية)
- سياد كولاشيناتس على موقع إي إس بي إن إف سي (الإنجليزية)
- سياد كولاشيناتس على موقع قاعدة بيانات كرة القدم.إي يو (الإنجليزية)
- سياد كولاشيناتس على موقع بيانات كرة القدم. دي إي (الألمانية)
- سياد كولاشيناتس على موقع ليكيب (الفرنسية)
- سياد كولاشيناتس على موقع ناشيونال فوتبول تيمز (الإنجليزية)
- سياد كولاشيناتس على موقع Soccerbase.com (لاعب) (الإنجليزية)
- سياد كولاشيناتس على موقع Soccerway.com (الإنجليزية)
- سياد كولاشيناتس على موقع عالم كرة القدم.نت (الإنجليزية)